# Hospital 12 de Octubre
Hospital 12 de Octubre – stacja metra w Madrycie, na linii 3. Znajduje się w dzielnicy Usera, w Madrycie i zlokalizowana pomiędzy stacjami Almendrales i San Fermín-Orcasur. Została otwarta 21 kwietnia 2007.